# Den stora deputationen
Den stora deputationen var de ombud för Finlands kommuner som efter februarimanifestet överlämnade en nationaladress till tsaren i mars 1899.
Februarimanifestet var ett dekret som utgjorde en startpunkt för en period av russifiering i Finland vari bland annat den finska lantdagens inflytande inskränktes. På några veckor samlade man utan myndigheternas vetskap 522 931 namnteckningar i en hänvändelse till monarken i Sankt Petersburg med akt och mening att få manifestet återkallat. 500 ombud (en för varje kommun) för adressens överlämnande utsågs. Deputationen mottogs dock inte av tsaren. Följande sommar avvisades även den europeiska adressen, som i samma ärende var undertecknad av Europas intellektuella elit.
Nationaladressen förvaras idag på Riksarkivet i Helsingfors.

## Stora adressens text
Stora adressens text är skriven av senatorn Leo Mechelin enligt W. Chydenius utkast. Texten översattes till finska av E. N. Setälä.
"Stormäktigste, Allernådigste Kejsare och Storfurste.
Eders Kejserliga Majestäts Manifest af den 3/15 sistlidne Februari har öfverallt i Finlands bygder väckt bestörtning och sorg. 
Det finska folkets urgamla rätt att genom sina representanter, ständerna, deltaga i lagstiftningen, blef för evärdelig tid stadfästad af Kejsar Alexander I, hvars minne vi välsigna. Denna rätt har under Högtsalige Kejsarne Alexander II och Alexander III blifvit utvecklad och närmare ordnad. 
Men enligt de grundstaganden, som jämte Manifestet utfärdats, skulle Ständerna i de ärenden, som förklaras beröra äfven Kejsardömets intressen, icke mera få deltaga i lagstiftningen med sådan beslutanderätt, som dem enligt Finlands grundlagar tillkommer. 
Det är hörnstenen i vår samhällsbyggnad, som sålunde genom Manifestet rubbas. Underskrifna finska medborgare af alla samhällsklasser anhålla underdånigst, att Eders Kejserliga Majestät täcktes lyssna till våra ord, då vi nu inför Tronen uttala vårt djupa bekymmer öfver det öde, som hotar vårt fädernesland, om beståndet af dess grundlagar undergräfves.
Allernådigste Kejsare!
Under högsinte Herrskares spira och hägnadt af sina lagar, har Finland oafbrutet framskridit i välstånd och andlig odling. Folket har trofast sökt fylla sin plikt mot sina Monarker och det Ryska riket. Vi veta att vårt land på senaste tider haft ovänner inom Ryssland, hvilka genom smädelser sökt framkalla misstro till det finska folkets trohet och redbarhet. Men vi veta också att dessa smädelser blott äro foster af osanning. Det finnes intet land, där aktning för öfverhet och lag vore djupare rotfäst än i Finland. Under de nittio åren af dess förening med det mäktiga Ryssland har ordningen i det finska samhället aldrig sviktat. Omstörtande läror hafva icke här funnit någon näring. Känslan af trygghet och lycka har altmera befästat de band, som gjort Finland till en oskiljaktig del af det ryska riket, och hvilka likväl tillåtit dess folk att bevara och utveckla sitt eget nationella skaplynne, som är gifvet detta folk af Gud och icke kan genom något tvång förändras.
Vi kunna ej tro att Eders Kejserliga Majestäts höga afsikt varit att genom Manifestet skapa ett hot för Finlands rättsordning och inre lugn. Vi tro fastmer att Eders Majestät i nåder vill behjärta det intryck Manifestet väckt och förordna att dess stadganden skola bringas i öfverensstämmelse med Finlands grundlagar. Vi kunna ej inrymma i våra hjärtan något tvifvel på Kejsarordets orygglighet. Vi veta ju alla att våra Nådige Monark är den, som inför hela menskligheten förkunnat, att makt bör vörda rätt. Och ett litet folks rätt är lika helig som den största nations, dess fosterlandskärlek är inför Allsmäktig Gud en dygd, från hvilken det aldrig bör vika. – Med djupaste vördnad och trohet framhärda
Stormäktigste, Allernådigste Kejsare och Storfurste!
Eders Kejserliga Majestäts underdånigste och troplikitigste undersåtar:"
(http://digi.narc.fi/digi/view.ka?kuid=4142818)